# Vogelaugenahorn

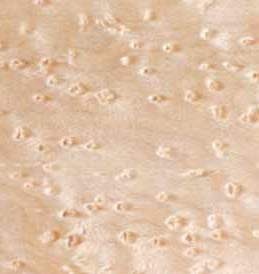

Der Vogelaugenahorn ist eine fehlwüchsige Form vor allem des Zucker-Ahorns (Acer saccharum). Das sehr helle Holz ist dabei gekennzeichnet durch punktförmige, vogelaugenähnliche Strukturveränderungen (englisch bird’s eye), die durch Wachstumsstörungen des Kambiums entstehen. Die genauen Gründe für seine Entstehung sind noch immer unbekannt. Als Auslöser wird gelegentlich ein Pilz in Betracht gezogen.
Ähnliche Vogelaugen-Effekte sind dokumentiert von zahlreichen anderen, oft nordamerikanischen Baumarten, insbesondere Birken, aber auch Weiß-Esche, Schwarznuss, Küstenmammutbaum, Amerikanischen Buchen und zahlreichen anderen Arten.

## Eigenschaften
Vogelaugenahornholz ist hart. Es ist nicht witterungsfest und vergilbt unter Lichteinwirkung. Vogelaugenahorn weist eine Darrdichte zwischen rund 0,48 bis 0,75 g/cm³ auf und eine Rohdichte zwischen rund 0,53 bis 0,79 g/cm³.

## Anwendung
Durch seine Dekorativität ist das Vogelahornholz begehrt, besitzt aber heute eine kommerziell untergeordnete Bedeutung. Aufgrund seiner Seltenheit können beste Qualitäten Preise bis zum Fünfzigfachen des Preises von normalem Zucker-Ahorn-Holz erbringen.
Da das typische Bild nur bei Tangentialschnitten und Schälfurnier sichtbar wird, ist die Verwendbarkeit auch technisch eingeschränkt.
Im Automobilbau hat es vereinzelt Bedeutung als Holzdekor. Im Musikinstrumentenbau wird Vogelaugenahorn bei hochwertigen Streich- und Zupfinstrumenten wie Geigen, (E-)Gitarren und E-Bässen oder auch bei Klavieren verwendet. Die ältesten bekannten Objekte aus Vogelaugenahorn sind römische Tischplatten aus Feld-Ahorn.